# Ludovic-Oscar Frossard
Ludovic-Oscar Frossard (Foussemagne, 5 de marzo de 1889-París, 11 de febrero de 1946) fue un político socialista y comunista francés.

## Biografía
Nació en Foussemagne, en el territorio de Belfort, el 5 de marzo de 1889.
Frossard entró a militar en la SFIO en 1905, organización de la que acabó convirtiéndose en secretario general en 1918; en 1920 asistió en calidad de observador junto a Marcel Cachin al segundo congreso de la Internacional Comunista. En diciembre de ese año fue el promotor junto a Cachin de la enmienda para la unión de la SFIO a la Tercera Internacional, que condujo a la formación del Partido Comunista Francés, conocido a partir de marzo de 1921 como la SFIC (Sección Francesa de la Internacional Comunista), y del que sería su primer secretario general.

Dimitió de su cargo y se marchó del PCF el 1 de enero de 1923, durante el periodo de «bolchevización» del partido. Ese mismo mes fundó el Partido Comunista Unitario, que en abril de 1923 se fusionó con la Unión Federativa Socialista para dar lugar a la Unión Socialista-Comunista (futuro Partido Socialista-Comunista). Tras estos movimientos políticos, volvió a ingresar en la Sección Francesa de la Internacional Obrera, que abandonó definitivamente en 1936.

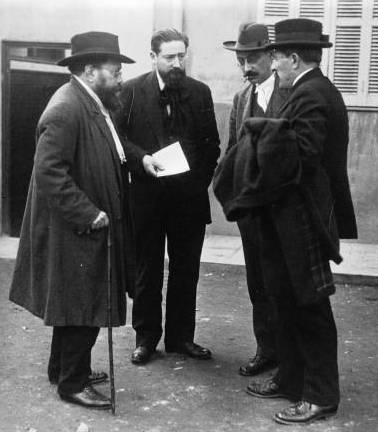
Frossard (segundo por la derecha) junto a Charles Rappoport, Daniel Renoult y Marcel Cachin en el Congreso del PCF celebrado en 1921

Frossard, que en la década de 1930 ocupó varios puestos de ministro en gobiernos de diferente color político, tras su salida de la SFIO llegó a militar en la Union Socialiste Républicaine (presidente desde 1938). En 1940 rechazó un ofrecimiento de Pétain de participar en el gobierno de la Francia de Vichy, aunque colaboró como periodista, circunstancia esta última por la que fue juzgado y absuelto tras el fin de la guerra. Falleció en París el 11 de febrero de 1946.
Fue padre del autor y periodista André Frossard.